# Костащук Степан Федорович
Степан Федорович Костащук (псевдо: Кривоніс ; нар. 1929, с. Тулова, Станиславівське воєводство, Польська Республіка — пом. 11 квітня 1951, с. Видинів, нині Коломийський район, Івано-Франківська область) — український військовик, Провідник Снятинського районового проводу ОУНР. 

## Життєпис
Степан Костащук народився у селі с. Тулова, нині Коломийський район, Івано-Франківська область. Закінчив середню школу та два курси педінституту. Член ОУНР з квітня 1948 року. 
У 1948 році Степан Костащук референт пропаганди Заболотівського районового проводу ОУН. У СлужбІ безпеки ОУНР з 1949 року. В.о. референта СБ Городенківського надрайонового проводу ОУНР (травень — вересень 1949), субреферент СБ цього проводу (вересень 1949 — 1950), провідник Снятинського районового проводу ОУНР (1950 — 11 квітня 1951). 
Загинув під час бою з пошуковою опергрупою Снятинського РВ УМДБ. Разом з Степаном Костащуком загинула його дружина Гранківська Іванна Юліанівна – «Зена», «Ольга», друкарка Городенківського надрайонного проводу ОУН.